# Birkenes
Birkenes es un municipio de la provincia de Agder en la región de Sørlandet, Noruega. A 1 de enero de 2018 tenía una población estimada de 5187 habitantes.
Se encuentra ubicado al sur del país, junto a la costa del estrecho Skagerrak (mar del Norte).